# 恵比寿鉱山
恵比寿鉱山（えびすこうざん）は、岐阜県中津川市（旧：恵那郡蛭川村）にあったタングステン・ビスマス鉱山である。エビス鉱山とも表記する。鉱山名の起源は、所有者であったヱビス電球株式会社に因むという。隣接する遠ヶ根鉱山と共に恵那地方の代表的な鉱山である。

## 鉱床・鉱物
黒雲母花崗岩及び石英斑岩に存在する気成鉱床及び熱水鉱床である。主要鉱物は、灰重石、鉄重石（鉄マンガン重石）、トパーズ、輝蒼鉛鉱、自然蒼鉛、泡蒼鉛、方解石、錫石、輝水鉛鉱、水鉛華、蛍石、硫砒鉄鉱、黄銅鉱、黄鉄鉱、モナズ石を産出する。
主要な鉱床は、みなと（湊）、本山、秋山の3か所である。このうち、みなと（湊）、本山が戦前戦後を通じて本格的に採掘されて、秋山はほとんど未開発の状態である。

## 歴史
- 1910年（明治43年） - 隣接する旧福岡村（現：中津川市）の藤井某が発見。
同村の大野寛文らによって試掘が行われた。
- 1911年（明治44年） - 茨城県の杉本某が鉱区を買収。
大阪の佐藤某と共同経営を開始。
- 1912年（明治45年） - 建物7棟、水車小屋2棟が完成。本格的な採掘が開始。
- 1913年（大正2年） - 鉱山のあるみなと（湊）山を買収。
当時は鉱夫100人が終夜採掘に従事。
重石生産は当時1ヶ月につき1トンの精鉱を産出。当初はタングステンの原料となる重石精鉱のみ生産していたが、ビスマス鉱物の産出に着目し、肥田密造がビスマスの製錬に成功。化粧品・医薬品の原料として湿式法(酸処理)による硝酸蒼鉛鉱の生産を開始した。
自家用として切井那木川より取水する10kWの水力発電所を建設。余剰電力を同村へ供給を開始、住民を中心に希望者多数で、電球の明りが薄暗くなるなど出力不足に陥る事もあった。
- 1920年（大正9年） - 第一次世界大戦終結に伴う需要縮小で休山。
鉱山付属の水力発電所と送電線、その他施設を村が買い取り、村営の電力事業が開始（その後、電力事業は1943年（昭和18年）に中部配電（現・中部電力）に統合）。
- 1929年（昭和4年） - 東京渋谷に本社を置くヱビス電球株式会社が電球用タングステン確保の為に買収。
- 1933年（昭和8年） - 世界恐慌の影響を受けて再度休山。
- 年次不明 - 所有者が転変し、事業が再開されるものの未詳。
- 1942年（昭和17年）ごろ - 木下章三所有とされる。
従業員約200人で、品位60%の重石精鉱を月4トン生産。商工省東京鉱山監督局管内のタングステン鉱山で2位の生産量を誇り、重要指定鉱山となる。
産出された重石精鉱は大阪の共栄製錬所にフェロタングステン用に出荷。
- 1945年（昭和20年）ごろ - 休業。
- 1951年（昭和26年） - 共栄鉱業株式会社と東京タングステン株式会社が共同経営で再開。
本山鉱床で回生ひと呼ばれる新鉱脈を発見。
- 1951年～1954年（昭和29年） - 粗鉱：（年）5000～17000トン。
重石精鉱：（年）13～40トン。
ビスマス：（年）350kg～850kg。
- 1955年（昭和30年） - 9月、東京タングステンの単独経営となる[1]。
- 1955年（昭和30年）ごろ - 周辺鉱山と共にウラン等放射能鉱物の探鉱対象鉱山になる。
- 1958年（昭和33年) - 当時の従業員は、職員7人、鉱員50人[1]。
- 1961年（昭和36年）ごろ - 東京新川に本社を置く恵比寿鉱山株式会社が経営[2]。
- 1963年（昭和38年） - タングステンの価格低迷により閉山。

## 現状
鉱山閉山後、跡地では建材のコンクリートブロック製造所や超合金製造工場が操業したものの、長く続かなかった。
2001年（平成13年）に、最終所有者であった恵比寿鉱山株式会社から鉱山跡地5.8haおよび建物3棟などが村に寄贈された。
地元のアマチュア鉱物学者長島乙吉が操業中によく訪れ、産出鉱物の調査・研究を行なった。その後、鉱山の旧施設を利用して地元有志による「鉱物教室」が開講したものの、指導員の高齢化等により2003年（平成15年）に終了した。現在でも鉱山跡地には蒼鉛鉱物、モナズ石、トパーズなどを求めて訪れる鉱物ファンが少なくない。
跡地の建物の一部は集会所となっている。